# Paige Leonhardt
Paige Leonhardt (nascida em 21 de setembro de 2000) é uma nadadora paralímpica australiana. No Campeonato Australiano de Natação de 2014 conquistou a medalha de bronze na prova multiclasse dos 50 metros peito. Já na edição de 2015 do campeonato, obteve a medalha de bronze na mesma prova e fez a final da prova multiclasse dos 100 metros peito.
Sob a bandeira da Austrália, disputou seis provas da natação nos Jogos Paralímpicos de Verão de 2016, realizados no Rio de Janeiro, no Brasil. Paige se classificou para a final da prova feminina dos 100 metros borboleta, categoria S10, na qual ficou em sexto, e, igualmente, obteve a sexta posição nos 100 metros peito. Nadou ainda as provas femininas dos 50 metros livre S10, 100 metros livre S10, 100 metros costas S10 e 200 metros medley individual SM10; em nenhuma delas conseguiu se classificar às finais.
Disputou também a temporada 2016 do Campeonato Australiano de natação, onde conquistou a medalha de bronze na prova multiclasse dos 100 metros peito com o melhor tempo pessoal de 1h21min31s. Este foi o quarto melhor tempo cronometrado do mundo naquele ano. Terminou em quinto na prova multiclasse dos 200 metros medley, com o melhor tempo pessoal de 2h39min11s, e em sétimo nos 100 metros borboleta, com o tempo de 1h11min53s.